# Fabri Fibra
Fabri Fibra, polgári nevén Fabrizio Tarducci (Senigallia, 1976. október 17. –) olasz rapper. Testvére, Nesli szintén énekes.
Karrierje kezdetén, a kilencvenes évek közepén még együttesekben énekelt Fabri Fil néven, ilyen együttes volt az Uomini di Mare, a Qustodi del Tempo és a Teste Mobili.
Szólókarrierje 2002-ben kezdődött a Turbe Giovanili című albummal. Második albumával, a Mr. Simpatia című lemezzel már sokkal nagyobb sikert ért el, és az ezzel aratott sikernek köszönhetően leszerződtette őt a Universal. Már ezzel a kiadóval közösen dobta piacra Tradimento című albumát, amely végképp az olasz zenei élet egy megkerülhetetlen tényezőjévé tette.
Énekesi pályafutása során több díjat is nyert már, például a Wind Music Awardson és a TRL Awardson, valamint számos lemeze arany-, platina- vagy többszörös platinalemez lett.

## Élete, családja
Fabrizio Tarducci Senigalliában született, egy átlagos körülmények között élő családba. Szülei válása, valamint gyerekkori túlsúlya miatt egy igen komplexusos személyiség vált belőle, később pedig kokaint is használt.
Két testvére, egy öccse és egy húga van, öccse Nesli művésznéven szintén rapper. Vele 2008-ban minden kapcsolatot megszakított, testvére szerint részben szakmabeli, részben személyes ellentétek miatt. Fabri Fibra egy interjúban így nyilatkozott:

„Nesli mint zenészt támad engem, így személyesen is. Először szét kell választania a munkát és a magánéletet. Ha ez sikerül neki valamikor, talán újra beszélni fogunk. Én a magam részéről nagyon szeretem, a testvérem, és az is marad mindig.”

Egy tévéműsorban elmondta, hogy közgazdasági érettségije van.

## Karrierje

### Uomini di mare, Teste Mobili Records (1994–2004)
Az akkor Fabri Fil néven ismert Fabri Fibra 1994-ben zenésztársával, Latóval megalapította az Uomini di mare nevű formációt, valamint a Teste Mobili Records lemezkiadót. Az első demo, amit kiadtak, az 1996-os Dei di mare quest'el gruv volt, míg az első tényleges album 1999-ben került piacra, Sindrome di fine millennio néven. 2004-ben készült el a zenekar utolsó kislemeze, Lato & Fabri Fibra címmel.
1997-ben rövid időre egy másik tag, Shezan il Ragio is csatlakozott a csapathoz, amit ebben az időben Qustodi del tempo-ként emlegettek. Az együttes ebben a felállásban egy demót adott ki (Rapimento dal vulpla).
2000-ben, ismét egy kibővült felállásban létrejött a Teste Mobili, benne Fibrával, Latóval, Shezannal, Fibra öccsével, Neslivel, Chime Nadirral és DJ Rudy B-vel, és ilyen összeállításban is készítettek egy lemezt, Dinamite Mixtape címmel. Később a csapat beolvadt a Piante Grasse nevű formációba, amely belőlük és a Men in Skratch nevű zenekarból állt össze. Fibra az együttes Cactus című albumán egy számban, a „Senza un perchè”-ben működött közre.

### Turbe Giovanili
Első szólóalbumát, a Turbe giovanilit 2002-ben adta ki a Teste Mobili Records segítségével. Az album visszatekintés a problémáira, amelyekkel szembesülnie kellett a társadalomban, valamint a szövegek nagy része szól az emberi kapcsolatokról is.
A zenei alapokat egy kivételével minden számhoz Neffa készítette, kivéve az utolsót, amely Latóhoz kötődik. Az albumon Al Castellana és Nesli is közreműködtek.

### Mr. Simpatia
2004. szeptember elsején Fibra piacra dobta Mr. Simpatia című albumát a Vibrarecords segítségével. A lemez tizennyolc számot tartalmaz, benne egy közös munkát testvérével, Neslivel. Nesli egyébként a zenei alapokban is besegített, két szám kivételével, amelyek Bassi Maestro és Bosca nevéhez fűződnek.
A Mr. Simpatia témái az olasz hiphop akkori előadói, valamint azok színvonalával kapcsolatos keserűsége, a társadalom megvetése, néhány nőkkel kapcsolatos történet, valamint a munkával kapcsolatos tapasztalatai. A szokatlanul szókimondó szövegek és az agresszió miatt a lemez nagy visszhangot keltett olasz zenei körökben, valamint a rajongók körében is, ugyanis ez a stílus addig gyakorlatilag teljesen ismeretlen volt az olasz zenei életben. Talán a legjobb példa a szókimondóságra a „Non fare la puttana” („Ne legyél kurva”) című dal, amelyben végig az olasz rappereket és hiphopelőadókat kritizálja, ugyanis a szerinte semmilyen minőséget nem képviselő albumaikkal teljesen elszigetelték az egész műfajt, és miattuk nagyon sokan félreismerik a többi rappert is. A kritikával nem kíméli saját magát sem, és saját magára is használja az albumon a kurva szót, ugyanis úgy gondolta, hogy nem kellett volna eltűnnie és teljes inaktivitásba vonulnia nem sokkal az album előtt.
A Vibrarecordsnak és a The Saifam Group 2005-ben kiadta az album új verzióját, „Gold Edition” néven. Ez egy plusz DVD-t is tartalmaz, rajta Fibra 2005-ös bresciai koncertével.

### Tradimento

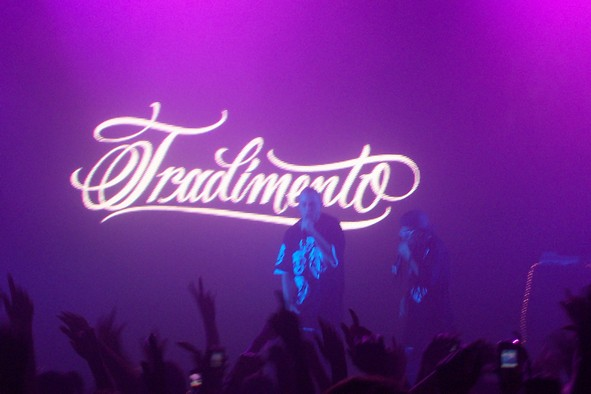
Fibra egy koncerten

A Mr. Simpatia korábbiakhoz képest jelentős sikere után következő lemezét már az Universal lemezkiadóval készítette. Emiatt egy milánói albérletbe költözött, ahol a lakótársai előtt teljes titokban tudta tartani a lemez előkészületeit.
2006. június hatodikán tehát elkészült a Tradimento című lemez, amelyet az Applausi per Fibra című szám előzött meg, ez volt az első, amelyet a nagyközönség is hallhatott a lemezről. A cím („Megcsalás”) saját magára utal, amiért megcsalta korábbi közönségét, akik ismerték korábbi munkáit is, és az underground rap helyett egy mainstream kiadóhoz szerződött. Ez a témája a Vaffanculo scemo című számnak. Mindössze egy héttel a hivatalos megjelenés után a Tradimento máris vezette az olasz eladási listákat. A sikerek mellett rengeteg negatív kritikát is kapott, a korábbiakhoz hasonlóan szókimondó szövegek miatt, a nőgyűlölő és egyéb provokatív témák miatt.
Nem sokkal az album piacra kerülte után elkészültek a videóklipek a Su le mani, a Mal di stomaco és az Idee stupide című dalokhoz.
Szintén 2006-ban, szeptemberben részt vett a bolognai MTV Dayen, ahol bejelentette, hogy turnéra indul, melynek mottója „Io odio Fabri Fibra” („Utálom Fabri Fibrát”) lett. Decemberben, amikor a Tradimento platinalemez lett, Fibra és az Universal kiadta az album „Platinum Edition”-változatát, amelyen az eredeti lemez mellett Pensieri Scomodi címmel szerepelt egy második is, rajta tíz számmal a Tradimentóról, azonban bármiféle változtatás nélkül kiadva.

### Bugiardo
Szűk másfél év után Fibra kiadta negyedik lemezét, a Bugiardót is. A lemezből a rajongók az azonos című dallal kaphattak ízelítőt, amely 2007 októberében került nyilvánosságra, míg a lemez november kilencedikén került a boltokba. A teljes lemez kiadása előtti időszakban a La Repubblica XL magazin mellékleteként kiadtak egy kislemezt Nient'altro che la verità címmel.
A lemez legtöbbet emlegetett dalai közül Potevi essere tu című szám egy gyermekgyilkosságról szól, Tommaso Onofrit nem sokkal korábban, 2006 március másodikán ölték meg. Egy másik dal, az Andiamo a Sanremo a sanremói dalfesztivál nyílt kritikája, a Sempre Io fő témája pedig a pénz, valamint hogy ez őt semennyire nem változtatta meg.
2008-ban ismét kiadott egy dalt, La Soluzione címmel. Ebben arról rappel, hogy mennyire nem tetszik neki az, hogy a világban újabban mindenre a pénz lett a megoldás, és az jut előrébb, akinek ebből minél több van. Áprilisban kiadta az In Italia új verzióját, amelyben immár nem csak ő egyedül énekel, hanem közreműködik benne a rockénekesnő Gianna Nannini is. Az In Italia 2008 nyarán az olasz rádiók egyik legtöbbet játszott dala lett. A Bugiardo 2008 őszén platinalemez lett.
Az MTV Europe Music Awardson a legjobb olasz előadónak jelölték, valamint részt vett a genovai MTV Day-en is.

### Chi vuole essere Fabri Fibra?

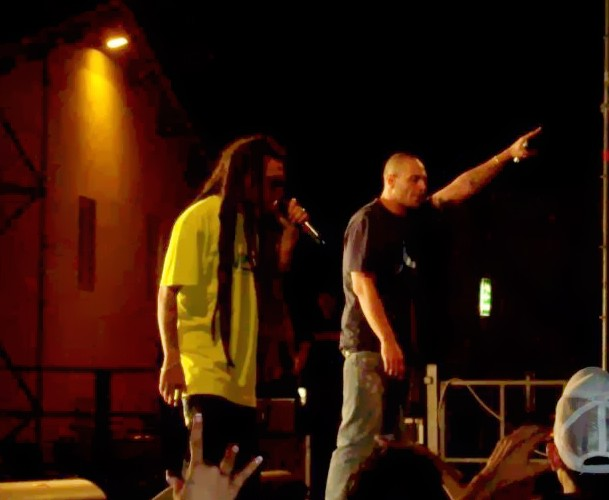
Fabri Fibra és Vacca

2009. április tizedikén elkészült Fibra Chi vuole essere Fabri Fibra? című lemeze is, amelyhez a kiadó mellékelt egy tíz, változtatás nélküli számot tartalmazó CD-t, valamint egy DVD-t is, amelyen olyan felvételek találhatóak, amelyek a lemez előkészületeibe engedtek egy kis betekintést (backstage, a számok feléneklése, Fibra magánélete, stb.).
A lemez első dalát, az Incomprensionit már valamivel az album megjelenése előtt, március hatodikától játszani kezdték a rádiók. Ez egy közös szám a Tiromancino frontemberével, Federico Zampaglionéval. A dal témája egy aktualitásból, a gazdasági válságból, és annak Olaszországra gyakorolt hatásaiból indul ki, a későbbi sorokban pedig Fibra a saját életére tekint vissza, arra, hogy hogyan kezelt a sikert, valamint azt, hogy ezzel nagyon sok ellenséget is szerzett magának. Ezzel kapcsolatban elmondta, hogy azért nincs meg a szövegben a rá jellemző verbális agresszió, mert az volt a célja, hogy a dalban az éppen aktuális szándékait is kifejezze, valamint akkor éppen nagy várakozással tekintett az előtte álló munkákra.
A lemezen nagyrészt az olasz underground rap különböző előadóival énekel együtt, így azok megismertethették magukat az addiginál sokkal nagyobb közönség előtt is. A Chi vuole essere Fabri Fibra? a kiadás utáni hetekben a tíz legeladottabb album közé került, és az aranylemez-státuszt is elérte, amely Olaszországban harmincötezer eladott lemezt jelent. Az album a la Repubblica XL-ben nagyon negatív kritikát kapott, majd Fibrát a lap tiszteletbeli igazgatójának nevezték ki egy hónapra. Ez is mind hozzátartozott az album promóciójához, valamint az is, hogy Fibra „igazgatósága” idején minden olyan levélre személyesen válaszolt az újság hasábjain keresztül, amit az albummal kapcsolatban kapott. Ezeknek az akcióknak a legfőbb célja az volt, hogy minél nagyobb hírverést tudjon csinálni a lemeznek.
Május huszonkettedikén elkészült a videóklip a Speak English című számhoz is, amelyet az angliai Brightonban vettek fel. Ehhez az időszakhoz kötődik az az akciója is, amikor részt vett a 2009-es l’aquilai földrengést megsegítő jótékonysági koncerten. Ennek során ötvenöt másik előadóval együtt szerepet vállalt a Domani 21/04.2009 című dalban, melynek bevételeit a földrengés kárenyhítésére ajánlottak fel.
2010 május negyedikén az Universal kiadta Fibra első albuma, a Turbe giovanili új, átdolgozott verzióját.

### A Controcultura és a közös munkák Clementinóval

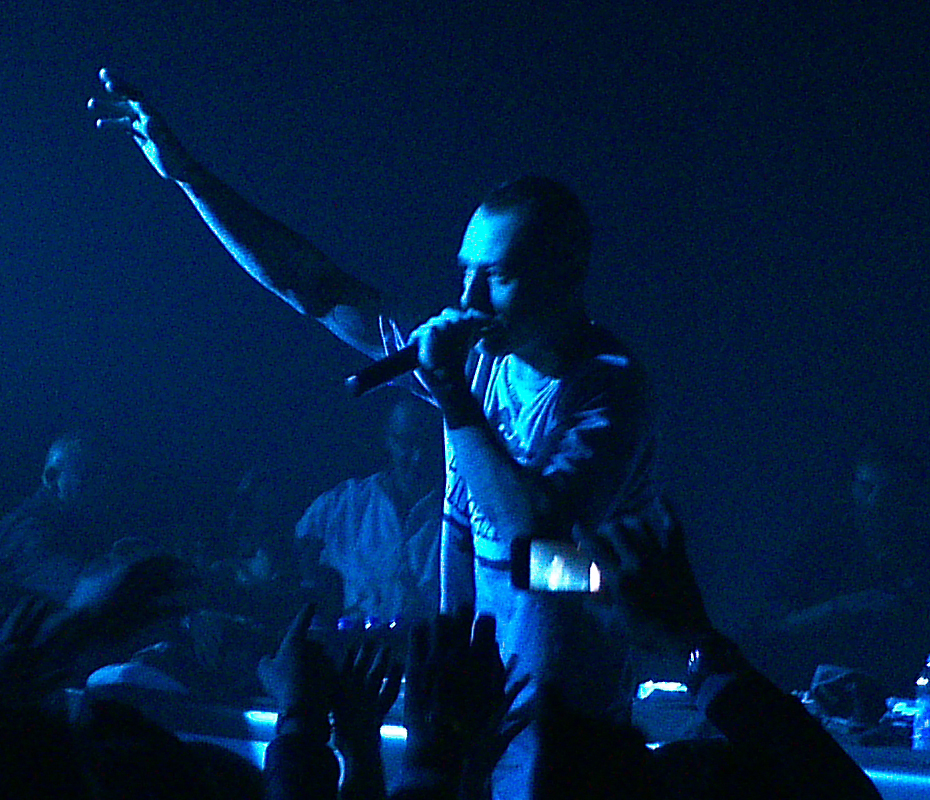
2011, Rimini

A következő album, a Controcultura előtt Fibrának rengeteg elfoglaltsága akadt. Ilyen volt az olasz MTV-n vetített „Fabri Fibra: In Italia” című ötrészes, saját definíciójuk szerint „doku-fikció” műsor, amelyben a fiatal, pályakezdő olaszok, valamint az országban élő külföldiek nehéz körülményeit próbálta bemutatni, rávilágítva ezzel az országban uralkodó visszásságokra. Nyáron egy egész estés műsort is kapott, az MTV Days keretein belül felvett MTV Storytellers aktuális részében egy koncert alatt több információt megosztott a háttérmunkájával kapcsolatban, például azt, hogy hogyan születnek a dalszövegei.
2010 szeptemberében egy hétig ő volt a műsorvezetője a Deejay TV-n futó „The Flow” című műsornak, ezt követően pedig, szintén szeptemberben, Marracashsel együtt részt vett a Beppe Grillo blogja által szervezett „Woodstock 5 Stelle” elnevezésű fesztiválon. Az eseményt teljes egészében közvetítette a Play.me nevű tévécsatorna, amelynek ez volt a legelső műsora.
A 2010-es év során több online albumot is kiadott, ilyen volt a „+Pula x tutti” (közösen Pula+-val), valamint a Two Fingerz tagjaival közösen készített „Ritorno al futuro Vol.1”. Hasonló, azonban már teljesen saját online album volt a Quorum, amely a Controcultura hivatalos előzetese volt. Ez az előzetes rögtön botrányokat váltott ki, ugyanis a „Non ditelo” (Ne mondjátok el neki) című számban Marco Mengonit és annak homoszexualitását kritizálja. Az előzetes megjelenését követő napokban több interjúban elmondta, hogy félreértették a szám mondanivalóját, ugyanis a dal szövegével pont azt szerette volna kifejezni, hogy a homoszexualitás Olaszországban csak a művészek körében elfogadott, az átlagemberek körében a melegeknek még mindig rengeteg megaláztatást és diszkriminációt kell elszenvedniük. Elmondta, hogy a dallal minden művészt arra szeretne biztatni, hogy vállalja fel másságát, segítve ezzel az átlagembereknek is ennek elfogadásában.

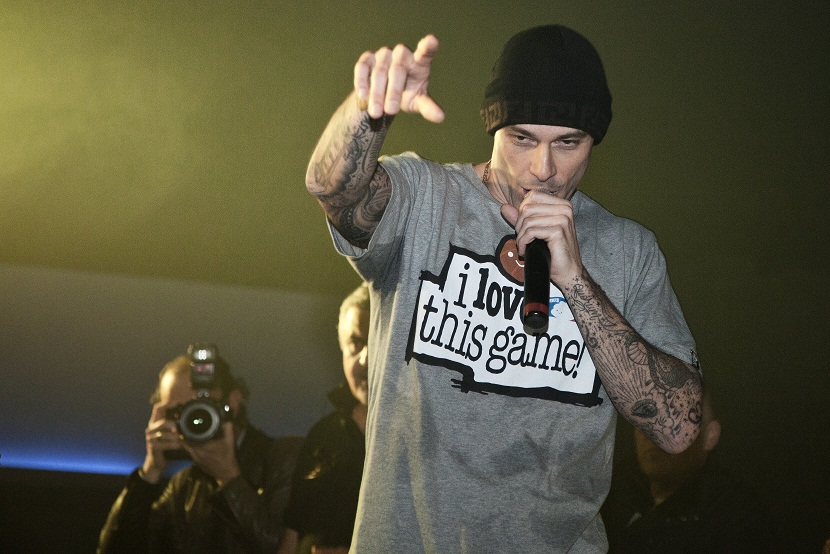
2011, Rimini

A Controcultura első kislemeze, a „Vip in Trip” július 27-én, ennek a videóklipje pedig tíz nappal később vált elérhetővé az interneten. A kislemez a maga kategóriájában a második helyig jutott előre az eladási listákon. Maga az album szeptemberben a legeladottabb lemez lett Olaszországban, és a kiadást követően kevesebb, mint két hónapon belül aranylemez lett.
Fibra novemberben újabb számot adott ki Tranne Te címmel, ezt januárban a Qualcuno Normale követte, utóbbi egy duett Marracashsel. 2011 februárjában a Controcultura a platinalemez-státuszt is elérte. 2011. március 12-én felkerült az iTunes-ra a Tranne Te (Rap Futuristico EP) kislemez, amelyen az azonos című dal több verziója található, ebből az egyikben az amerikai Redman, a francia Soprano, valamint honfitársai közül Dargen D'Amico és Marracash is közreműködik. Május kilencedikén a negyedik klip is elkészült, a Le Donne című dalhoz.
2011 vége felé megalapította saját lemezkiadóját, a Tempi Duri Recordst, amely több fiatal olasz rappernek segített kiadni a lemezét, ilyen volt többek között Entics, DJ Double S, Maxi B, DJ Nais, Mastafive Moreno, Rayden és Clementino. Utóbbival egy zenekart is alapított Rapstar néven. 2012 januárjában a Rapstar debütáló albumáról, a Non è gratisról felkerült egy dupla szám, a Ci rimani male/Chimica Brother. Két héttel a dal tizenötödikei feltöltése után a teljes album is elérhetővé vált a különböző platformokon. Márciusban elkészült a lemez egy másik dalához, a La Lucéhoz is a videóklip.

### Guerra e pace
2012. június 29-én felkerült az iTunesra Fibra és a Crookers közös száma, a L'italiano balla. A szám bevételeit két sant'agostinói iskola újjáépítésére ajánlotta fel, amelyet a 2012-es észak-olasz földrengések tettek tönkre. Szintén júniusban jelentette be, hogy hamarosan elkészül hetedik albuma, a Guerra e pace, valamint azt is, hogy szerződést hosszabbított az Universallal. Nem sokkal ezután két ingyenes letöltést tett lehetővé Casus belli és Rima dopo rima címmel.
A Guerra e pace végül 2013 február elejére készült el, és rögtön az első helyen is debütált az olasz toplistákon. Az album témáival kapcsolatban Fibra elmondta, hogy a nagy részét az olasz neorealista filmek, valamint Pier Paolo Pasolini inspirálták. Saját inspirációként a belső béke keresését említette. Szinte rögtön az album megjelenése után a Radio Deejay One Two One Two című műsorát vezette négy adáson keresztül. Az album első dalát, a Pronti, partenza, via! című számot egyébként a rádiók 2012 decemberétől játszották, és az interneten is ekkor vált elérhetővé. A dalhoz kapcsolódó klip december 28-án került fel a YouTube-ra. Február 13-án az album címadó dalához, a Guerra e pacéhoz is elkészült a videóklip, az album pedig egy hónappal később aranylemez lett.
Június negyediként adta ki Gué Pequeno a Bravo Ragazzo című albumát, amin Fibra is énekelt az In Orbita című dalban. Júliusban elkészült a videóklip Fibra és Neffa közös dalához, a Panicóhoz is. Ebben az időben egy másik előadóval, Luca Carbonival is készített egy közös munkát, a Fisico & politico című dallal.
Szeptember 21-én Triesztben megkapta a Radioartista nevű díjat a Cuffie D'oro nevű szervezettől, 2014 januárjában pedig a Guerra e pace platinalemez lett.
2013 márciusától egy zeneszámokon keresztül történő üzengetés kezdődött közte és Vacca között, a két előadó így fejezte ki az egymással szemben fennálló ellenérzéseit. Az üzengetés Vacca részéről kezdődött a Canto Primo című számmal, amelyre Fibra (Deleterióval közösen) a Zombie-val válaszolt. Ugyanebben a témában Vacca részéről később megszületett az Il diavolo non esiste és a Nella fossa című dal, melyekre Fibra a Niente di personale és a Fatti da parte számokkal válaszolt. A virtuális csata májusban ért véget, amikor Vaccának Ritarducci című számáért elnézést kellett kérnie.

### Squallor, Tradimento 10 anni - Reloaded
2014. május 21-én, saját Facebook-oldalán bejelentette, hogy megkezdte az új albumával kapcsolatos munkákat. Addigra maga mögött hagyta a Vaccával történt vitákat, amelyet ekkor már csak Vacca próbált tovább szítani Patti Chiari című dalával. Az év során részt a Numero zero - Alle radici del rap italiano című film munkálataiban, amelyben ő is szerepet kapott, ezenkívül pedig közreműködött Nitro Machete Mixtape III című albumán, a Doggy Style című számban.
2015 elején több más előadóval is készített duettet. Marracash Status című albumán ilyen volt a Vita da star, vagy a Dieci anni fa a Club Dogo formációval.
Nyolcadik stúdióalbuma, a Squallor elkészültét 2015. április 15-én, a Twitteren jelentette be. Ugyanezen a napon felkerült az internetre az album két száma, a Come Vasco és az Il rap nel mio paese is. Az album reklámozása mindössze a Playboy, az Alieno és az E tu ci convivi című dalok videóklipjeinek feltöltésében merült ki.
Szeptember 11-én ismét egy duettet vállalt, ezúttal MadMannel, a Doppelganger című dalban. Ugyanez volt a helyzet 2016 elején Mondo Marcio albumán, a Scoppia la bomba című számmal.
Májusban bejelentette, hogy kiadják a Tradimento újabb verzióját, az album kiadásának tizedik évfordulója alkalmából. Az album felújított változata végül júniusra készült el, és az eredeti tizennégy dal remixét tartalmazza, olyan előadók közreműködésével, mint Don Joe, Big Fish, Gemitaiz, Emis Killa vagy MadMan.

## Íróként
Először 2011-ben szerepelt bármilyen formában az olasz könyvesboltokban, ekkor két könyvet is írtak róla. Ilyen volt áprilisban a Lo spettro. La storia di Fabri Fibra, vagy augusztusban az Io odio Fabri Fibra, controstorie di un rivoluzionario del rap.
Ugyancsak 2011-ben készült el önéletrajza, a Dietrologia - I soldi non finiscono mai. Ebben az újságíró Marco Travaglio előszava található, és olyan kényes témákról beszél a könyvben, mint a politikai és zenei élet tettetett világa, valamint saját tapasztalatai a sikerhez fűződő viszonyáról, a fogyasztói társadalomról és a zeneiparról. Súlyos kritikával illeti Olaszországot és az olasz politikát, szerinte ugyanis a saját országa egy egércsapda, ahol a csapdában az egyszerű emberek vannak.

## Botrányok
Már pályafutása elején kivívta sok hívő haragját a katolikus egyház és a pápa kritizálásáért. Nem sokkal később, egy Novi Ligure-i, kamaszok által elkövetett gyilkosság megéneklése (Cuore di latta) miatt többen odáig mentek, hogy arra kérték a rádióadókat, bojkottálják a dalait, ezzel ellehetetlenítve őt. A kritikusok szerint a dal elbagatellizálja a gyilkosságot, ez pedig a kamaszokat hasonló cselekedetekre buzdíthatja.
Meggyanúsították vallásgyalázással is, egy koncertje után azért jelentették fel, mert a katolikus egyház egyik legfőbb jelképére, a keresztre tett sértő megjegyzéseket.
2011-ben egy koncertje alkalmával lement a színpadról, és saját mikrofonjával megvert egy nézőt. A néző könnyű sérüléseit ellátták, Fibrát pedig 2000 eurós pénzbüntetésre ítélték az eset után.
2013-ban kizárták egy május elsejei jótékonysági koncertről, mert egy olasz nőszervezet nőgyűlölettel és homofóbiával vádolta meg őt.

## Díjak
- Superman-díj a 2011-es TRL Awardson.[52][53]
- Wind Music Awards: platinalemez a Controcultura albumért, Digital Song-díj a Vip in Trip és a Tranne Te-dalokért (2011)[54]
- Platinalemez a kétmillió Facebook-követőért[55]

## Diszkográfia

### Szólóban
- 2002 – Turbe Giovanili
- 2004 – Mr. Simpatia
- 2006 – Tradimento
- 2007 – Bugiardo
- 2009 – Chi vuole essere Fabri Fibra?
- 2010 – Controcultura
- 2013 – Guerra e Pace
- 2015 – Squallor
- 2015 – Squallor live
- 2017 - Fenomeno
- 2019 - Il Tempo Vola (2002-2020)

### Uomini di mare
- 1996 – Dei di mare quest'el gruv
- 1999 – Sindrome di fine millenio

### Qustodi del tempo
- 1997 – Rapimento dal vulpla

### Basley Click
- 2001 – Basley Click - The Album

### Rapstar
- 2012 – Non è gratis